# Ercolano (comune)
Ercolano (Resìna fino al 1969) è un comune italiano di 49 178 abitanti della città metropolitana di Napoli in Campania.
È nota per gli scavi archeologici della città romana, fondata secondo la leggenda da Ercole e distrutta dall'eruzione del Vesuvio del 79; insieme a quelli di Pompei e Oplontis, gli scavi di Ercolano fanno parte del patrimonio dell'umanità dell'UNESCO.
Il tratto del Corso Resina che dagli Scavi archeologici arriva fino a Torre del Greco è chiamato Miglio d'oro per le ville vesuviane del XVIII secolo allineate ai suoi lati.
Da Ercolano parte la strada che conduce al Gran Cono del Vesuvio per la visita al cratere.

## Storia

### Ercolano antica
Secondo la leggenda narrata da Dionigi di Alicarnasso, Ercolano fu fondata da Ercole, di ritorno dall'Iberia, nel 1243 a.C.
In base a dati storiografici, invece, la città potrebbe esser stata fondata dagli Osci nel XII secolo a.C., come sostenuto da Strabone, o dagli Etruschi tra il X e l'VIII secolo a.C.
Conquistata nel 479 a.C. dai Greci, che le diedero l'impianto urbanistico proposto da Ippodamo da Mileto, passò successivamente sotto il dominio dei Sanniti. A seguito della guerra sociale, nell'89 a.C. fu conquistata dai Romani, diventando un municipio. La città divenne quindi un luogo residenziale per l'aristocrazia romana e visse il suo periodo di massimo splendore grazie al tribuno Marco Nonio Balbo, il quale l'abbellì facendo costruire nuovi edifici e restaurandone altri: nello stesso periodo furono costruiti la basilica, due complessi termali e il teatro. In seguito fu dapprima gravemente danneggiata dal terremoto di Pompei del 62 a.C., poi completamente sepolta sotto una coltre di fango e materiali piroclastici alta dai dieci ai venticinque metri a seguito dell'eruzione del Vesuvio del 79: tale strato, col passare degli anni, si solidificò, formando un piano di roccia chiamato pappamonte, simile al tufo ma più tenero, che protesse i resti della città.

### La nascita di Resina
Dopo l'eruzione del 79 d.C., la vita riprese lentamente sull'area colpita e già nel 121 d.C. si ha notizia della riattivazione dell'antica via litoranea che da Napoli conduceva a Nocera. Nella basilica di Santa Maria a Pugliano sono custoditi due sarcofagi paleocristiani risalenti al II e al IV-V secolo d.C., a testimonianza dell'esistenza di comunità abitate sul sito dell'antica Ercolano. Non si hanno purtroppo notizie certe del periodo compreso tra la caduta dell'Impero romano d'Occidente e l'anno Mille: certamente l'area vesuviana fu esposta a numerose guerre tra i popoli che invasero l'impero, a cominciare dalla guerra greco-gotica e da quella tra il Ducato di Napoli, formalmente dipendente da Bisanzio, e il Ducato di Capua, istituito dai Longobardi. È infatti certa una presenza saracena sul finire del IX secolo.
Risalgono invece al X secolo i primi riferimenti a un casale di Resina o Risina ("de alio latere est ribum de Risina [...] de alio capite parte meridiana est Risina"). L'origine del nome è alquanto controversa: alcuni studiosi l'attribuiscono alla corruzione del nome Rectina, patrizia romana che possedeva una villa ad Ercolano e che chiese soccorso a Plinio il Vecchio in occasione dell'eruzione del 79 d.C., come riportato nella celebre lettera di Plinio il Giovane allo storico Tacito; altri fanno discendere il nome da “retincula”, ossia le reti utilizzate dai pescatori di Ercolano, dalla resina degli alberi dei boschi cresciuti sulle antiche lave o dal nome del fiume che scorreva ai margini della città. Infine c'è chi romanticamente vede in "Resìna" l'anagramma di "sirena", considerando che una sirena è stata il simbolo del casale e del Comune fino al 1969.
Studi non recenti hanno fornito una diversa interpretazione della prima lettera di Plinio il Giovane, identificando Retinae Classiarii nella località portuale di Ercolano, luogo in cui stanziavano i Classiarius, personale addetto alle manovre delle navi e veri mandatari della richiesta di aiuto a Plinio il Vecchio.
Nell'XI secolo è attestata la presenza di un oratorio dedicato alla Vergine sulla collina denominata Pugliano, il cui nome deriva probabilmente da praedium pollianum, un podere suburbano di Ercolano appartenuto ad un tale Pollio.

### Il periodo feudale

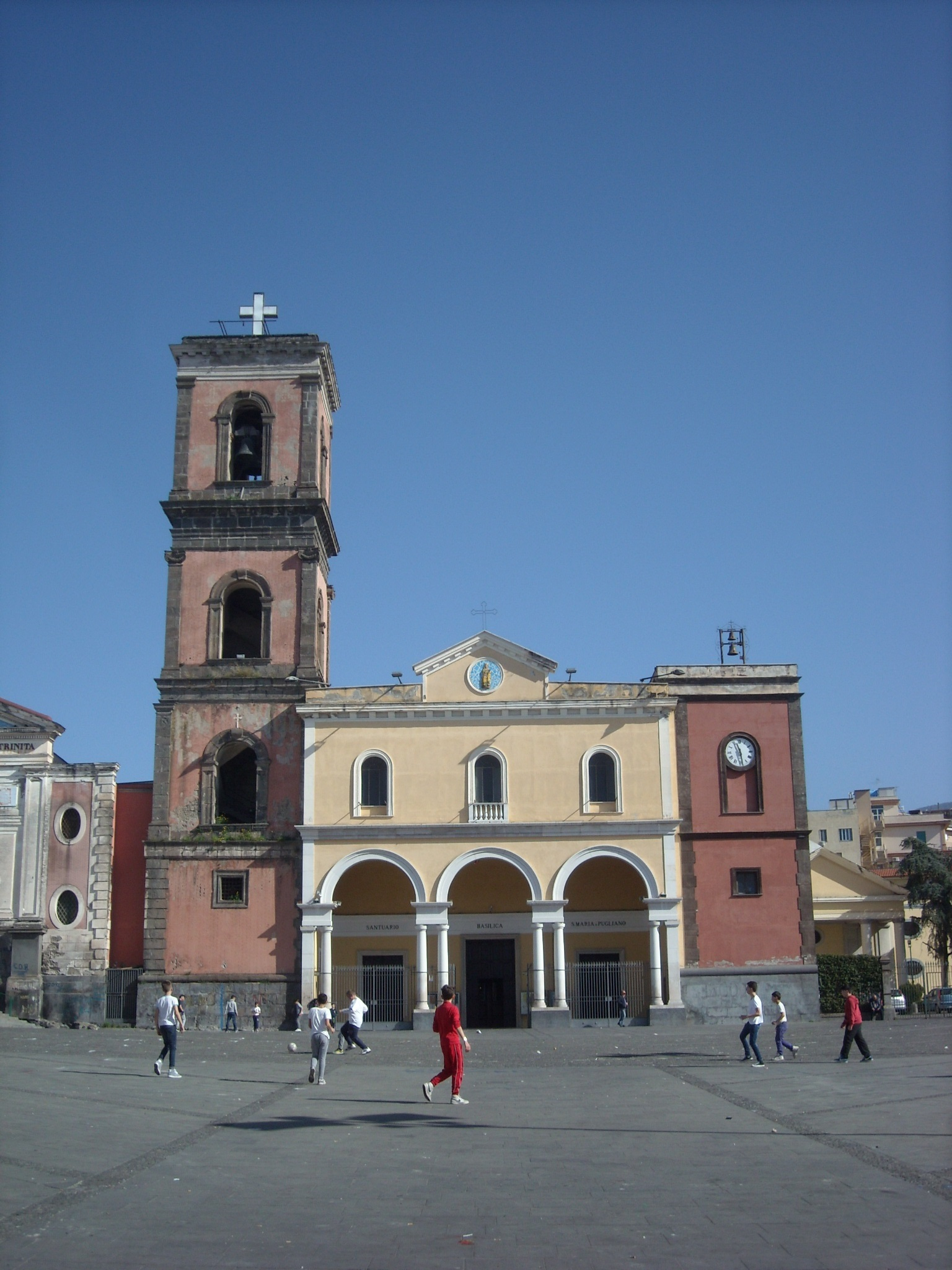
Ercolano: la Basilica di Santa Maria a Pugliano

Nel 1418 la regina di Napoli Giovanna II d'Angiò cedette le università di Torre del Greco, Resina, Portici e Cremano dapprima al Gran Siniscalco del regno e suo favorito Sergianni Caracciolo, poi ad Antonio Carafa. Il diritto feudale dei Carafa sulla castellania di Torre del Greco fu mantenuto anche da Alfonso d'Aragona che, anzi, la elevò a Capitania nel 1454, benché concessa in burgensatico, ossia priva di vincoli feudali.
Le attività principali dei resinesi erano l'agricoltura, la pesca ed è attestato l'utilizzo di barche coralline resinesi insieme a quelle di Torre del Greco. Era anche diffusa l'attività di lavorazione della pietra lavica, tanto che nel 1618 fu concessa la formazione di una corporazione dei marmorari.
Nel Cinquecento il culto della Madonna Assunta, la cui festività ricorre il 15 agosto, venerata nella chiesa di Santa Maria a Pugliano, era tale da far affluire a Resina numerosi pellegrini da tutte le contrade vesuviane. Al 1574 risale la prima citazione della chiesa come basilica pontificia, mentre nel 1576 fu eretta a parrocchia con una giurisdizione spirituale che comprendeva il territorio tra il Vesuvio e il mare, tra Torre del Greco e San Giovanni a Teduccio. Nel 1627 i cittadini di Portici chiesero ed ottennero dal cardinale di Napoli il distacco della loro comunità dalla parrocchia di Santa Maria a Pugliano e per la prima volta si definirono i confini tra i due casali.
Ai primi del Seicento risalgono anche la chiesa di Santa Maria della Consolazione, costruita dai padri Eremitiani Scalzi di Sant'Agostino, e una cappella dedicata a Santa Caterina.

### L'eruzione del 1631 e il Riscatto Baronale del 1699
Nel 1631 il Vesuvio si risvegliò dopo un lunghissimo periodo di quiete e devastò il territorio circostante, mietendo 4 000 vittime e provocando ingenti danni. Il territorio di Resìna fu invaso da almeno due colate laviche che si separarono alle spalle del santuario di Pugliano: una andò a riempire il vallone a ovest dell'abitato, area in cui scorreva l'antico fiume, e l'altra invase i campi a oriente fino al mare. I danni e le vittime non furono tuttavia numerosi come nelle vicine Portici e Torre del Greco: l'evento fu sfruttato per l'espansione occidentale dell'abitato con la costruzione di una più larga e comoda via, l'attuale via Pugliano, che saliva alla basilica di Santa Maria a Pugliano.
La peste del 1656 colpì Resina mietendo oltre 400 vittime. Alcune famiglie si rifugiarono sulle colline sotto il cratere nel tentativo di respirare aria più salubre e scampare al flagello: in segno di riconoscimento decisero di erigere in quel luogo una cappella dedicata al Salvatore.
Nonostante il giogo feudale non fosse eccessivamente oppressivo, i resinesi presero coscienza della necessità di liberarsi dalla condizione dispotica e, al pari di torresi e porticesi, chiesero di esercitare lo ius praelationis per riscattare il feudo che in quegli anni era al centro di dispute finanziarie tra gli eredi dei Carafa e il Demanio. Dopo due vani tentativi risalenti al 1696 e al dicembre del 1698, il Presidente della Regia Camera della Summaria, Don Michele Vargas Macciucca, il 18 maggio 1699 decretò che Torre del Greco, Resina, Portici e Cremano (area annessa al territorio di Portici, da non confondere con la vicina San Giorgio a Cremano) fossero sciolte dal vincolo feudale dietro il pagamento ai proprietari di una somma pari a 106 000 ducati più altri 2 500 di spese accessorie. La spesa fu ripartita tra i casali in base alla rilevanza in termini demografici, economici e territoriali, secondo i calcoli eseguiti dai tavolari di corte: i cittadini di Resina contribuirono per un terzo della somma, ossia 35 333 ducati per la prelazione e ulteriori 833 per le spese accessorie, contro i quasi 57 000 ducati versati da Torre del Greco e i 15 400 da Portici.
Il riscatto baronale di Resina (Ercolano), Torre del Greco e Portici resta una delle pagine più memorabili della storia delle tre città vesuviane.

### La scoperta di Ercolano e la nascita del Miglio d'Oro

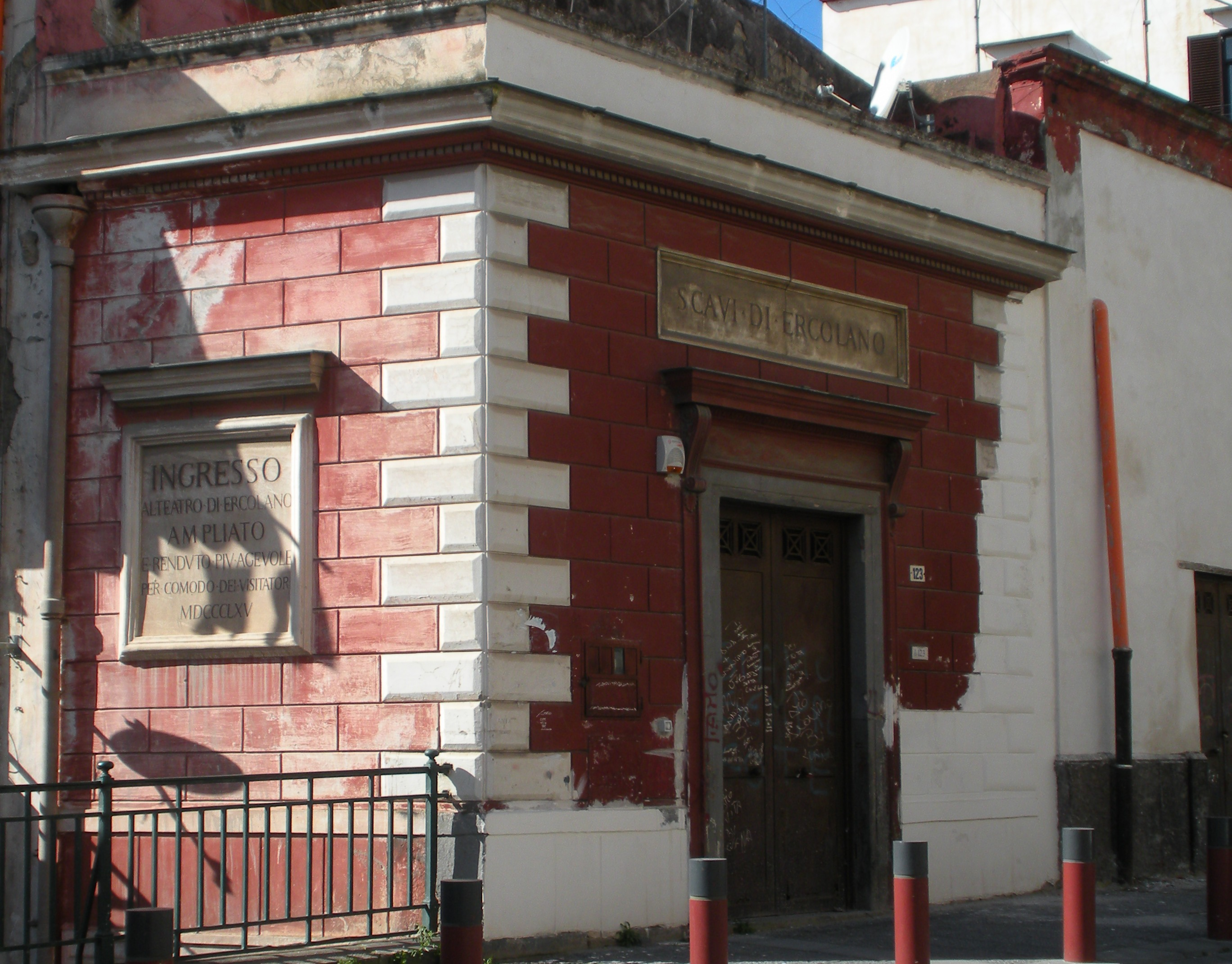
L'ingresso al Teatro sotterraneo dell'antica Ercolano

Nel 1709 Emanuele Maurizio di Lorena, principe d'Elbeuf, durante i lavori per la costruzione del suo palazzo presso il litorale di Portici, venne a sapere che un contadino, tale Ambrogio Nocerino detto Enzechetta, nello scavare un pozzo in un podere alle spalle del convento degli agostiniani di Resina si era imbattuto in marmi e colonne antiche. Il principe decise quindi di comprare il fondo e nel 1711 avviò degli scavi attraverso pozzi e cunicoli che raggiunsero l'antico teatro di Ercolano, da cui estrasse statue, marmi e colonne che tenne per sé o inviò in dono ad amici, parenti e regnanti europei.
In virtù di tali scoperte, il re Carlo III di Borbone decise di acquistare a sua volta il fondo e avviare scavi sistematici. In Europa si diffuse a macchia d'olio la fama dell'antica Ercolano, che influenzò la cultura dell'epoca dando impulso al movimento culturale del Neoclassicismo e alla moda dell'aristocrazia di svolgere il Grand Tour attraverso il vecchio continente, fino all'Italia e alla Grecia.

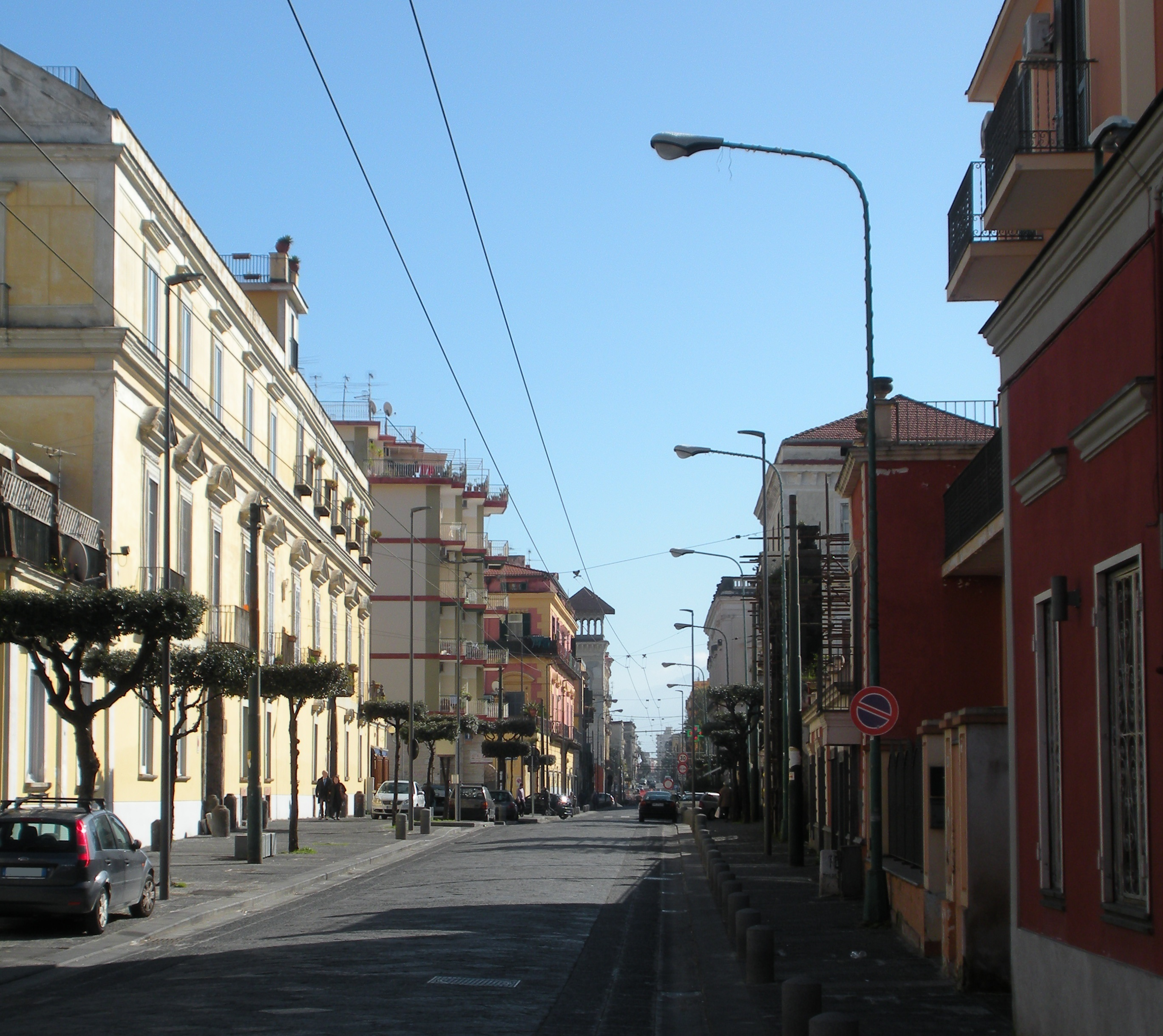
Un tratto del Miglio d'Oro

Il successo dei ritrovamenti spinse il sovrano a costruire nel 1740 un palazzo reale nelle vicinanze degli scavi di Resina, entro i confini del casale di Portici. Nella residenza, che assunse il titolo di Real Villa di Portici, raccolse i ritrovamenti ercolanesi realizzando in un'ala del palazzo l'Herculanense Museum che apriva per lo stupore e la meraviglia dei suoi ospiti.
Le collezioni si arricchirono a partire dal 1750, periodo in cui ebbe avvio l'esplorazione della grandiosa villa suburbana appartenuta alla famiglia dei Pisoni, nella quale fu rinvenuta una gran quantità di statue in bronzo e in marmo, tra cui i due Lottatori (o Corridori) e il Mercurio Dormiente. Ancora più straordinario fu il ritrovamento, datato 1752, dei papiri carbonizzati all'interno della biblioteca della villa, che da quel momento divenne nota come Villa dei Papiri. Essi furono meticolosamente srotolati attraverso una macchina appositamente realizzata da Padre Antonio Piaggio e rivelarono opere del filosofo epicureo Filodemo da Gadara.
Con l'arrivo della famiglia reale a Portici, l'aristocrazia della capitale scelse di realizzare sontuose dimore estive lungo la Via Regia delle Calabrie e nelle campagne circostanti, tra Barra e Torre del Greco. In particolare, tra Villa de Bisogno a Resina e Palazzo Vallelonga a Torre del Greco, la quantità e la qualità degli edifici fu tale da indurre a ribattezzare quel tratto di strada in Miglio d'Oro.
Tra le residenze più prestigiose si annoverano Villa Campolieto, progettata da Luigi Vanvitelli, Villa Riario Sforza e Villa Favorita. Quest'ultima, realizzata su progetto di Ferdinando Fuga, fu così denominata perché risultò tra le preferite della regina Maria Carolina d'Asburgo: Ferdinando IV la acquistò nel 1792, conferendole la denominazione di Real villa della Favorita, titolo onorifico esteso anche a Resina.
Nel 1788 il sacerdote Benedetto Cozzolino fondò in via Trentola, presso la sua abitazione, la prima scuola per non udenti del Regno di Napoli, seconda in Italia solo a quella di Roma.

### Dalla Repubblica Partenopea al Regno di Gioacchino Murat

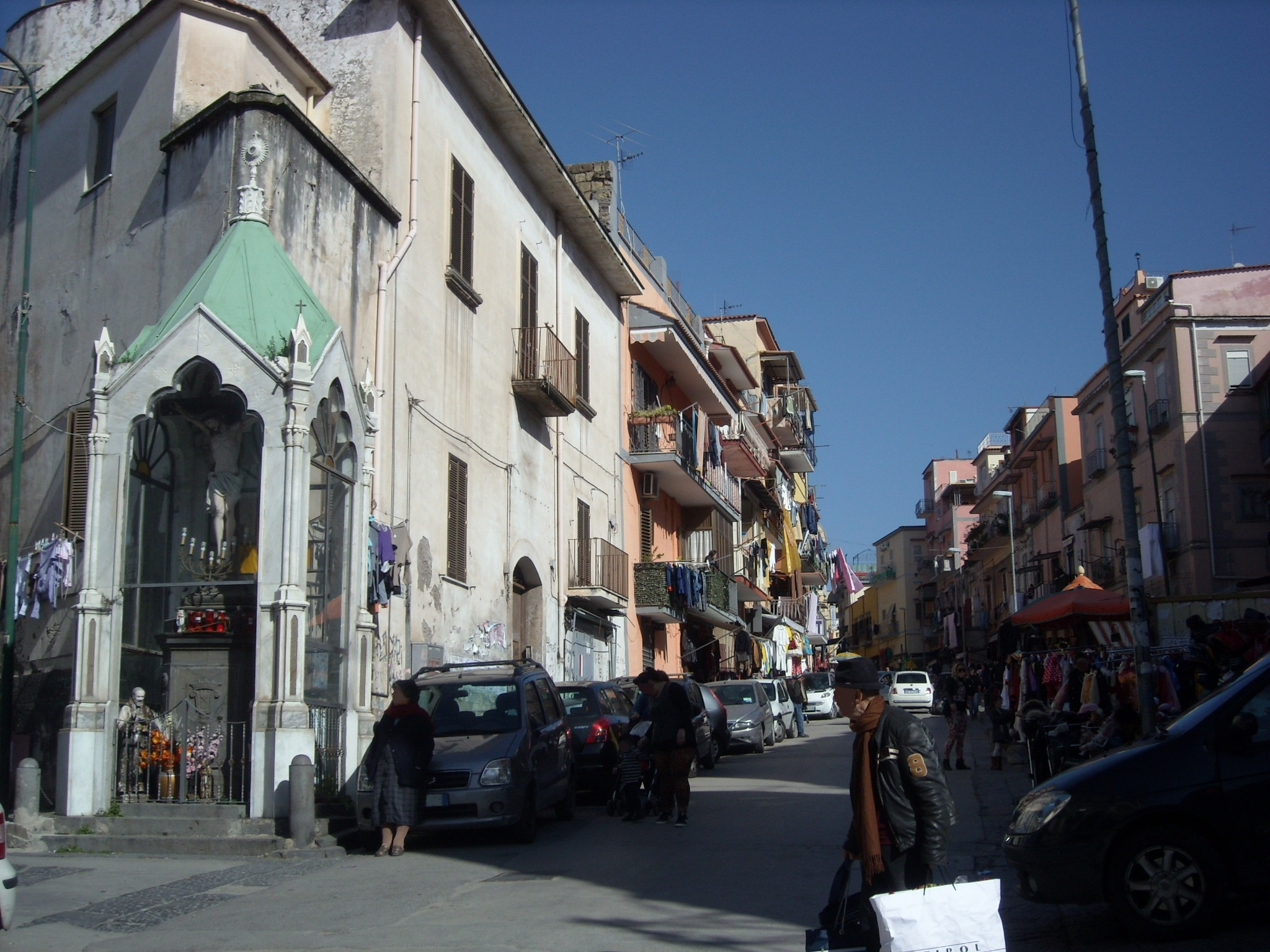
Il Crocifisso del 1799 in via Pugliano

Il 14 giugno 1799, negli ultimi giorni della Repubblica Partenopea, tra la Favorita e il Granatello di Portici si combatté l'ultima battaglia tra l'esercito della Santa Fede e i giacobini repubblicani. Alla vittoria dell'armata cristiana conseguì l'abbattimento dell'albero della libertà, piantato dai repubblicani in via Pugliano, e la costruzione di un crocifisso in sua vece. Ristabilita la monarchia borbonica, nel 1802 Ferdinando IV decise di lasciare Palermo e fare ritorno a Napoli: il 27 giugno sbarcò all'approdo della Favorita. Durante il periodo francese, tra il 1806 e il 1815, il re Gioacchino Murat organizzò frequenti ricevimenti a Villa Favorita. Il tratto della strada regia delle Calabrie, che fino ad allora deviava verso via Dogana, fu inoltre rettificato: i lavori comportarono lo scavalcamento di via Mare e la demolizione della vecchia chiesa di Santa Caterina, ricostruita a poca distanza lungo il nuovo tratto.

### Ottocento e primo Novecento
I Borbone diedero nuovo impulso all'industria e alla tecnica. Nel 1839 fu inaugurata la prima linea ferroviaria italiana, che collegava Napoli a Portici, prolungata nei due anni seguenti in direzione di Castellammare di Stabia. I lavori, che interessarono l'area costiera di Resina, privarono la città del litorale sabbioso. Nella seconda metà dell'Ottocento sorsero diversi opifici industriali, tra cui concerie e una fabbrica di vetro. Nonostante i primi insediamenti manifatturieri, Resìna mantenne l'aspetto di paese agricolo, celebrato per la salubrità del clima: nel 1804 Lorenzo Giustiniani la descrisse così: “Vi si respira un'aria sanissima. Il terreno produce frutta squisitissima, ottimi vini, e il mare dà ricca pesca de eccellente sapore. Vi si veggono grandiosi ed eleganti casini…con de' loro rispettivi giardini, o ville, formate con sopraffino gusto di disegno, adornate di vaghe fontane, peschiere, statue ed altri ornamenti da renderle mirabili agli occhi degl'intendenti…Loda per quanto voglia Orazio la sua Baia, e sino a non esservi luogo simile nel mondo, ch'io dirò esser tale appunto la nostra Resina.”
Nel 1845 fu inaugurato il Real Osservatorio Vesuviano, primo osservatorio vulcanologico al mondo. Nel 1863 il pittore resinese Marco De Gregorio fondò la Scuola di Resìna, mentre due anni dopo il re Vittorio Emanuele II diede avvio a nuovi scavi a cielo aperto.
Nel 1880 entrò in funzione la Funicolare del Vesuvio, che ispirò la celebre canzone Funiculì funiculà. Nel 1895 fu invece inaugurato l'Acquedotto Vesuviano, che traeva le acque dal fiume Serino e le forniva ai comuni vesuviani.
Tra la seconda metà dell'Ottocento e la prima guerra mondiale, Resìna fu luogo di residenza e villeggiatura dell'aristocrazia e della borghesia napoletana, che realizzò numerose residenze accanto a quelle storiche del Miglio d'Oro, come l'elegante Villa Battista, e lungo la via che da Pugliano saliva verso San Vito.
Tra gli ospiti e i cittadini illustri che frequentarono la città in quel periodo, si annoverano Arnaldo Cantani, medico e scienziato di fama internazionale, Vincenzo Semmola, avvocato e studioso dei vigneti vesuviani, e Gabriele D'Annunzio, che tra il 1892 e il 1893 fu ospite in villa D'Amelio, in cui trovò ispirazione per le sue opere risalenti al periodo napoletano e visse la travagliata storia d'amore con Maria Gravina.
L'8 gennaio 1887, inoltre la città diede i natali ad Adriano Tilgher, filosofo e critico letterario, tra i massimi studiosi di Luigi Pirandello. Due anni dopo, il 13 giugno 1889, nacque in villa Faraone Amadeo Bordiga, fondatore del Partito Comunista d'Italia con Antonio Gramsci. Tra il 1879 e il 1885, Villa Favorita ospitò Ismail Pascià, Kedivè d'Egitto, noto per aver inaugurato il Canale di Suez ed esiliato in Italia: il governo scelse per lui la storica residenza ercolanese. Antonio Salandra, politico e Primo Ministro del Regno d'Italia, e il conte Carlo Sforza, diplomatico italiano e Ministro degli Esteri, furono inoltre tra gli ospiti abituali di Villa Aprile. A tali personalità si aggiungono i numerosi e celebri visitatori, giunti in città per ammirare le meraviglie di Ercolano, il suo teatro sotterraneo e per ascendere al cono del Vesuvio.
Nel 1904 entrò in funzione anche il ramo della ferrovia Circumvesuviana, che da Napoli conduceva a Torre Annunziata e a Poggiomarino: la linea tagliava il parco superiore della Reggia di Portici fino a raggiungere piazza Pugliano, nei cui pressi era posizionata la fermata cittadina. Dopo la terribile eruzione del 1906 le pendici del Vesuvio furono ricoperte da una spessa coltre di cenere, che durante le piogge intense discendeva a valle in forma fangosa.
Nel 1911 Giuseppe Mercalli fu nominato Direttore dell'Osservatorio Vesuviano. Il 21 settembre dello stesso anno, a seguito di un violento nubifragio che si abbatté sulla zona vesuviana, un'enorme colata di fango si riversò sul centro cittadino, invadendo via Trentola fino al primo piano degli edifici e causando numerosi morti. In seguito, durante il periodo fascista, furono realizzati degli alvei protetti per incanalare le acque piovane e farle defluire verso il mare.
Nel 1927 il re Vittorio Emanuele III inaugurò il nuovo ingresso degli Scavi sul corso Ercolano: furono contestualmente avviati i lavori per la costruzione di via IV novembre, che avrebbe collegato la nuova porta d'accesso all'area archeologica alle stazioni della ferrovia Circumvesuviana e della Funicolare del Vesuvio. Nel 1930 fu infine inaugurata l'autostrada Napoli-Pompei ed aperto il casello di Resina.

### Dal dopoguerra ad oggi

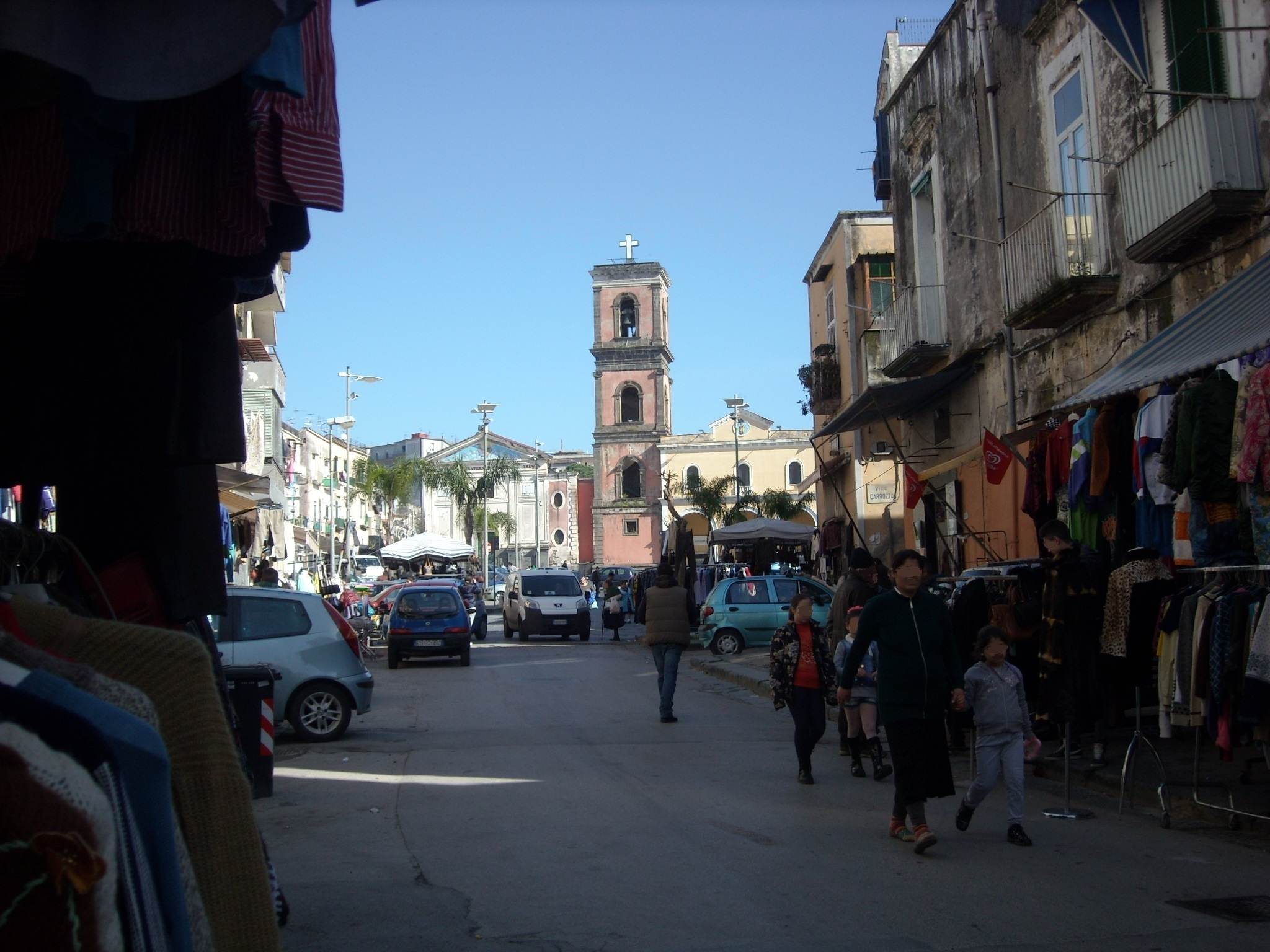
Il mercato di Pugliano (o di Resina) con la Basilica di Santa Maria a Pugliano sullo sfondo

Nel secondo dopoguerra, in via Pugliano, si sviluppò il mercato dell’abbigliamento usato, noto come il mercato delle pezze di Resìna, che tra gli anni Sessanta e Settanta acquisì notorietà a livello nazionale e internazionale.
Come tutta la fascia costiera vesuviana, Resina fu interessata da una massiccia espansione urbanistica, con la nascita di nuovi quartieri residenziali e l'ampliamento del tessuto edilizio esistente, nonostante i rischi derivanti dall'attività del Vesuvio che, pur trovandosi in uno stato dormiente dopo l'ultima eruzione del 1944, resta un vulcano attivo.
Due anni dopo la delibera del Consiglio Comunale, il Presidente della repubblica Saragat, con decreto n. 40 del 12 febbraio 1969, dispose il cambiamento della denominazione da Resina a Ercolano. Quasi simultaneamente, anche il corso principale della città fu rinominato, passando da Corso Ercolano a Corso Resina.
Gli anni recenti della città sono stati caratterizzati da luci e ombre: da un lato la crisi del settore secondario ha causato la chiusura delle principali attività industriali presenti (concerie, industrie meccaniche) con ripercussioni economiche e sociali, tra cui l'aumento di episodi di microcriminalità; dall'altro, numerose attività ed associazioni hanno spinto alla riqualificazione del territorio, alla valorizzazione del patrimonio delle ville vesuviane del Miglio d'oro ed al rilancio in chiave turistica e culturale.
Nel 1971, fu sancita l'istituzione dell'Ente per le Ville Vesuviane dalla Legge 29 luglio 1971, n. 578, pubblicata sulla Gazzetta Ufficiale n. 201 del 31 luglio 1971. Questa legge ha istituito un consorzio tra lo stato italiano, la Regione Campania, la Provincia di Napoli e i Comuni di Napoli, Ercolano, Portici, San Giorgio a Cremano, Torre Annunziata e Torre del Greco, con l'obiettivo di provvedere alla conservazione, al restauro e alla valorizzazione del patrimonio artistico costituito dalle ville vesuviane del XVIII secolo. Nel 1984, la sede operativa dell'Ente è stata trasferita a Villa Campolieto, una delle ville vesuviane di maggiore valore storico e architettonico. Successivamente, l'ente ha assunto la forma giuridica di fondazione, continuando a perseguire gli scopi previsti dalla legge istitutiva.

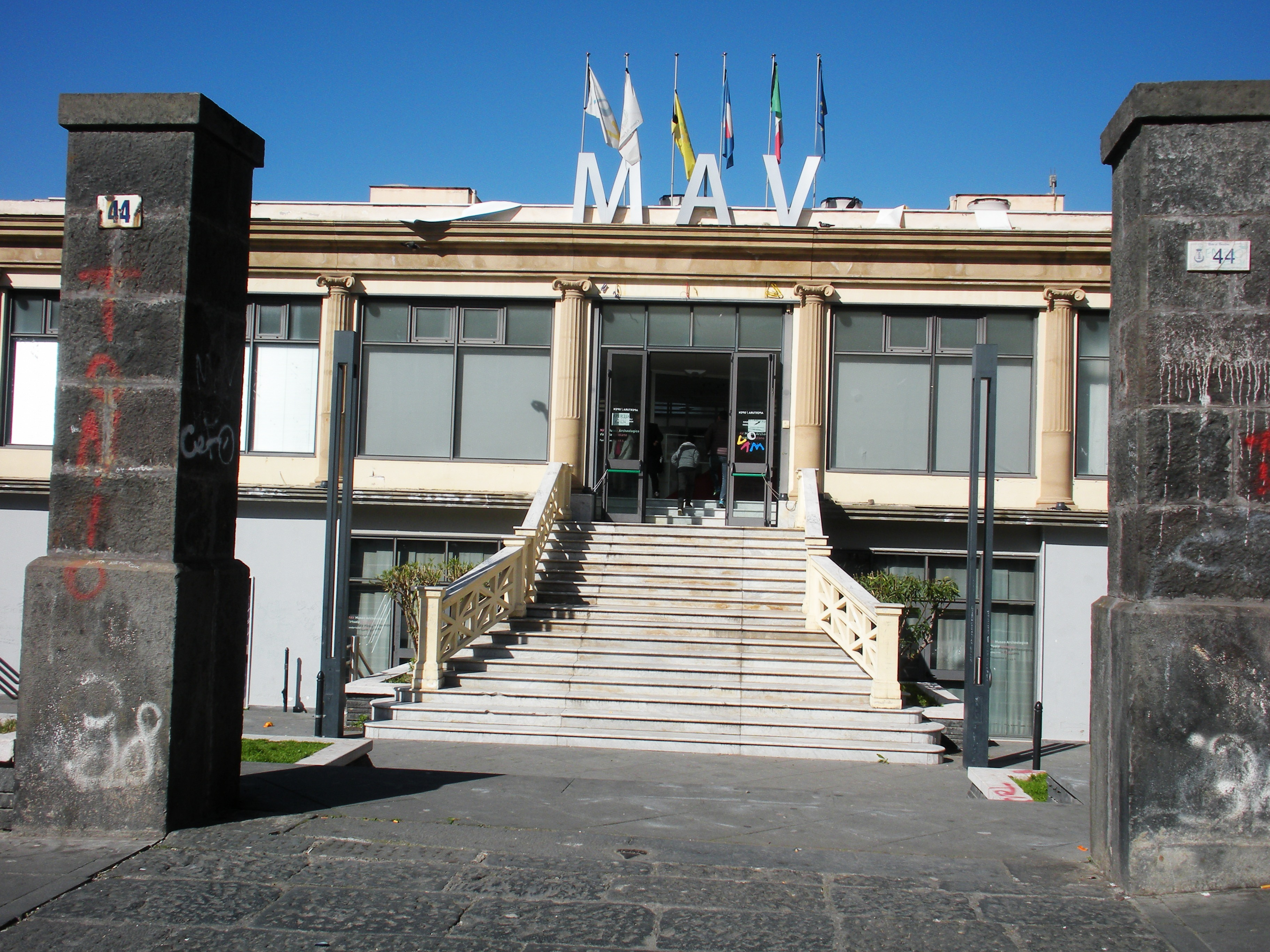
Il MAV, il Museo Archeologico Virtuale di Ercolano

Al 1995 risale la creazione dell'Ente Parco Nazionale del Vesuvio, nel cui territorio ricade parte del comune di Ercolano. Lungo la strada che sale al cratere del Vesuvio, nel 2005 è stato realizzato un museo all'aperto di arte contemporanea, Creator Vesevo, costituito da dieci sculture in pietra lavica di altrettanti artisti di fama mondiale. Nel 1997 gli Scavi di Ercolano sono stati dichiarati Patrimonio dell'Umanità dell'UNESCO, mentre il Vesuvio e il Miglio d'Oro sono stati inseriti nella rete mondiale di riserve della biosfera nell'ambito del programma MAB (Man and Biosphere).
Infine, il 9 luglio 2008 è stato inaugurato il Museo archeologico virtuale (MAV), nell'edificio restaurato dell'ex mercato coperto comunale.

## Simboli
Lo stemma e il gonfalone sono stati concessi con decreto del presidente della Repubblica dell'8 aprile 1999.
Il gonfalone è un drappo di bianco.

## Monumenti e luoghi d'interesse

### Architetture religiose

#### Basilica di Santa Maria a Pugliano
Sita nell'omonima piazza, è la chiesa madre di Ercolano, nonché la più antica della città e dell'intera area vesuviana. Di notevole pregio storico e artistico, è basilica pontificia dal 1574.

#### Chiesa di Santa Maria della Consolazione
Nota anche come chiesa di Sant'Agostino, è il secondo luogo di culto più antico della città.
Nel 1613, il ricco napoletano Scipione de Curtis donò la sua proprietà sul suolo di Resina ai padri Agostiniani Scalzi, con l'obbligo di costruirvi una chiesa e un convento per dodici frati. La piccola chiesa edificata si dimostrò tuttavia insufficiente a contenere i fedeli, quindi nel 1623 si decise di edificarne una più ampia e capiente. I lavori furono interrotti a causa dell'eruzione del 1631 poiché una colata lavica lambì la porzione del territorio cittadino interessato dalla costruzione, ma ripresero velocemente e furono conclusi alla fine del 1650. 
La chiesa divenne un punto di riferimento e di devozione, in particolar modo per l'aristocrazia del vice regno di Napoli che risiedeva a Resina o nella vicina Portici.
La facciata, modificata nella prima metà dell'Ottocento, è dominata da tre ampie arcate sormontate da un loggione con altrettanti finestroni, a sua volta sormontato da un timpano triangolare.

#### Chiesa di Santa Caterina
La chiesa parrocchiale di Santa Caterina fu edificata tra il 1822 e il 1827 sul tratto della via regia delle Calabrie realizzato durante il regno di Gioacchino Murat. Per costruire la nuova strada fu abbattuto un preesistente, piccolo edificio religioso di fine Cinquecento, già dedicato alla Santa senese, che per pochi anni a inizio Settecento aveva svolto le funzioni di chiesa parrocchiale, come indicato sulla mappa del Duca di Noja del 1775.
La chiesa è in stile neoclassico.

#### Chiesa di Santa Maria del Pilar
La chiesa di Santa Maria del Pilar fu costruita nel 1748 dall'avvocato Sorge come cappella gentilizia del palazzo di famiglia, sito sul lato opposto della via Regia delle Calabrie. Dalle dimensioni contenute, è un bell'esempio di rococò napoletano.
La chiesa è curiosamente chiamata Cappella 'ddo' sorece (del topo, in napoletano) per via della deformazione popolare del cognome Sorge. È parrocchia dal 1930.

#### Arciconfraternita della SS. Trinità
La chiesa della Reale Arciconfraternita della SS. Trinità fu edificata accanto alla basilica di Santa Maria a Pugliano tra il 1830 e il 1843. La fondazione della Confraternita, con sede all'interno della chiesa parrocchiale, risale alla prima metà del Seicento. Tra il 1703 e il 1707 fu costruito un oratorio autonomo con accesso dal transetto della chiesa stessa.
La facciata e gli interni sono in stile neoclassico. Nonostante la costruzione risalga all'Ottocento, l'Arciconfraternita conserva al suo interno opere del secolo precedente, tra cui la tela dell'altare e il Coro dei Confratelli in legno intarsiato.

#### Chiesa del Santissimo Redentore
Costruita dopo il terremoto del 1980 su un suolo donato alla parrocchia dalle sorelle Ida e Venerina Crippa nel 1981, la Chiesa del Santissimo Redentore fu inaugurata il 25 novembre 1989 dal cardinale Michele Giordano.
La chiesa si presenta circolare e tendente verso l'alto con un tetto che si avvolge attorno all'elemento centrale a forma di chiocciola. Il complesso, costruito su più piani, risulta costituito da un'ampia aula liturgica e da un'altrettanto ampia aula sottostante, dalla sagrestia, dall'ufficio parrocchiale, dalle aule per la catechesi e dalla casa canonica.
L'interno della chiesa si presenta semicircolare, l'elemento centrale fa da sostegno al tetto e da abside all'altare mensa in un ampio presbiterio. La pianta semicircolare dell'aula liturgica trova i suoi motivi ispiratori nei temi della partecipazione, della coralità e della comunione.
Il pavimento in marmo policromo sottolinea questi temi attraverso linee colorate: dall'ambone parte una linea rossa, che indica la martyria della Parola, mentre dal battistero una linea blu simboleggia l'acqua del battesimo. Entrambe confluiscono in un quadrato centrale che rappresenta il popolo di Dio chiamato a celebrare l'Eucaristia, rappresentata da una linea nera che collega l'ingresso alla base dell'altare.
L'altare rappresenta una roccia spezzata su cui poggia una mensa di marmo con fregi policromi. L'esterno della chiesa è completato da un'ampia scala che si inserisce nella struttura circolare dell'edificio.

#### Chiesa del Salvatore
La piccola chiesa del Salvatore fu costruita all'indomani della peste del 1656 come ex voto da parte dei resinesi che salirono sul colle del monte Somma per godere dell'aria salubre e sfuggire al contagio. Da allora il colle fu ribattezzato "del Salvatore". Il luogo si trovava lungo l'originario sentiero utilizzato per l'ascesa al cratere del Vesuvio. A maggio era meta di una processione del busto di San Gennaro che partiva dalla basilica di Santa Maria a Pugliano e si snodava tra le strade campestri che ascendevano al colle. Nei pressi della chiesa, nel 1845 fu costruito l'Osservatorio Vesuviano e, tra il 1902 e il 1903, furono realizzati da Thomas Cook l'hotel Eremo e la ferrovia per il Vesuvio.

#### Chiesa di San Vito
La chiesa di San Vito fu realizzata nel 1747 sulla roccia lavica nelle campagne dell'omonima frazione collinare di Ercolano. Nel 1845 fu raggiunta dalla via pubblica, costruita per agevolare l'ascesa al cratere del Vesuvio. La facciata e gli interni sono in stile rococò.

### Architetture civili

#### Ville del Miglio d'Oro

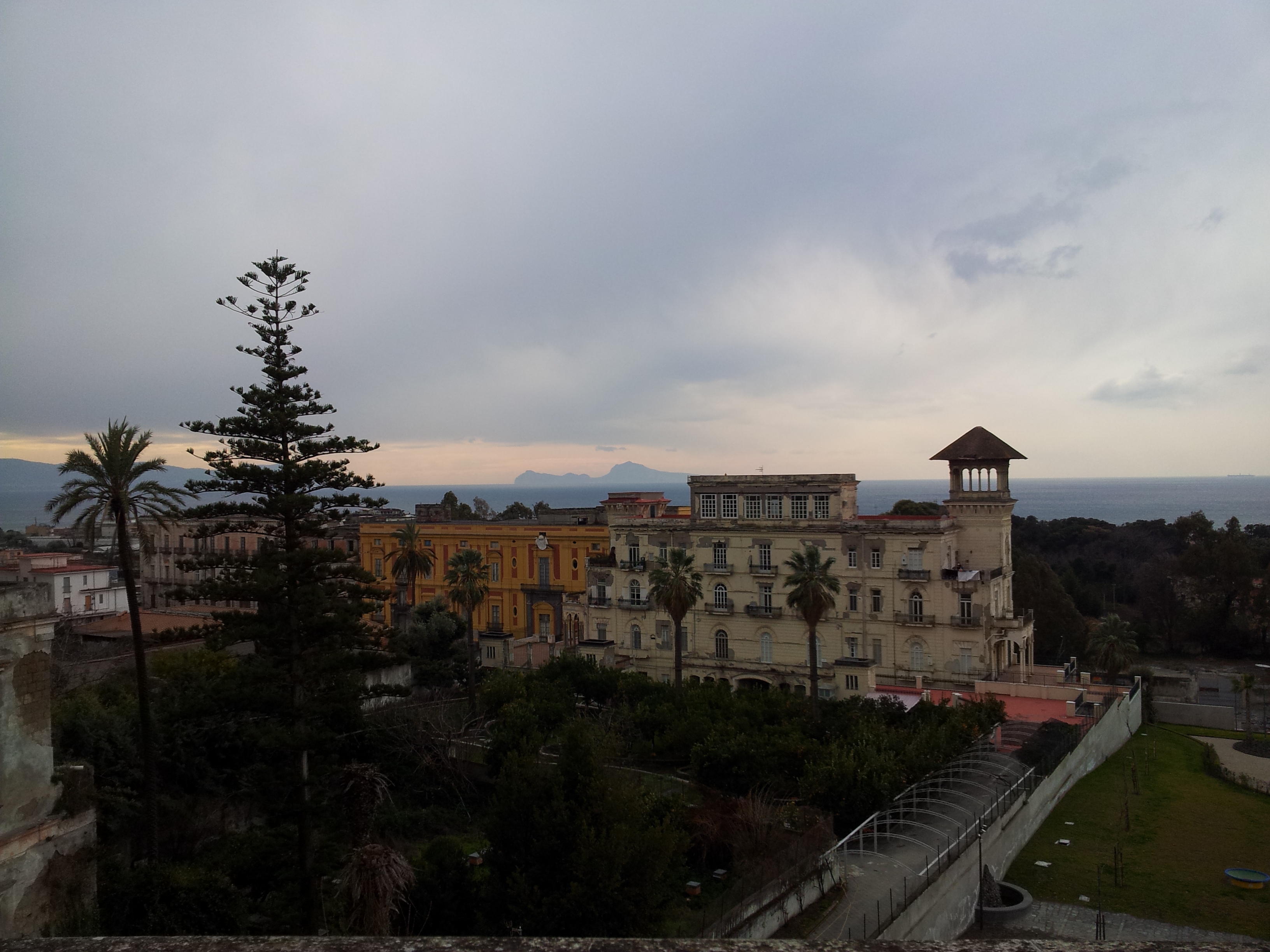
Una veduta parziale del Miglio d'Oro da Villa Ruggiero: in primo piano Villa Battista e, dietro, Villa Favorita con il suo parco. Sullo sfondo, l'isola di Capri

Corso Resina, strada che collega Ercolano a Napoli, nel tratto che va dal Parco archeologico al confine con Torre del Greco, è anche denominato Miglio d'Oro per la presenza di alcune tra le più belle e sfarzose ville vesuviane del XVIII secolo, costruite o abbellite da celebri architetti come Luigi Vanvitelli e Ferdinando Fuga. Tra le più fastose residenze vi sono Villa Aprile, Villa Favorita, Villa Campolieto e Villa Ruggiero, sedi di eventi culturali, spettacoli e concerti. Villa Campolieto, Villa Ruggiero e il Parco sul mare della Villa Favorita, di proprietà della Fondazione Ente per le Ville Vesuviane, sono aperte al pubblico. All'interno di Villa Ruggiero è anche ospitata la biblioteca civica, intitolata a Giovanni Buonajuto.
Nel 1997 l'area del Miglio d'Oro, insieme al complesso Somma-Vesuvio, è stata inserita nella rete mondiale di riserve della biosfera nell'ambito del programma UNESCO MAB (Man and Biosphere).
Negli ultimi anni la definizione precisa di Miglio d'Oro è sfumata poiché, per finalità di promozione turistica e di sviluppo territoriale dei paesi vicini, è stata estesa anche ai comuni di Portici e di San Giorgio a Cremano. Sul territorio dei quattro comuni "del Miglio d'Oro", oltre che su quello dei quartieri napoletani di Barra e San Giovanni a Teduccio, insistono le 121 ville vesuviane del XVIII secolo censite dall'Ente Ville Vesuviane.

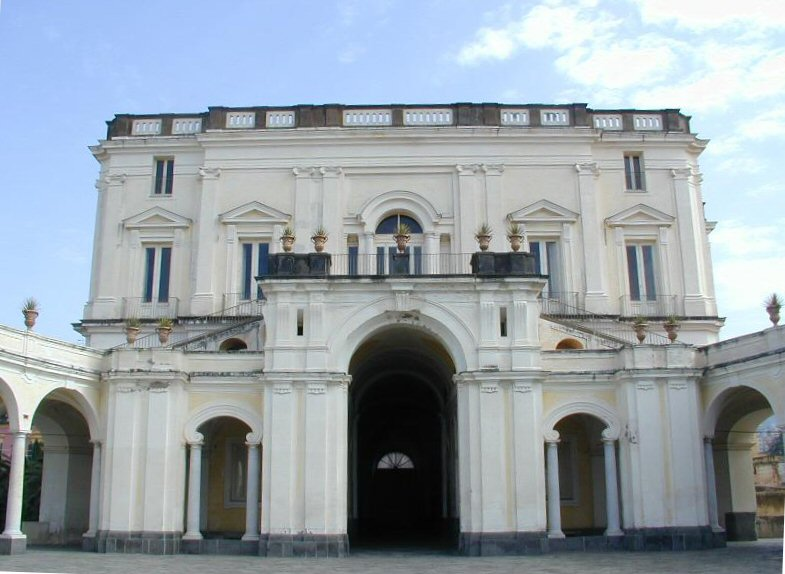
Villa Campolieto
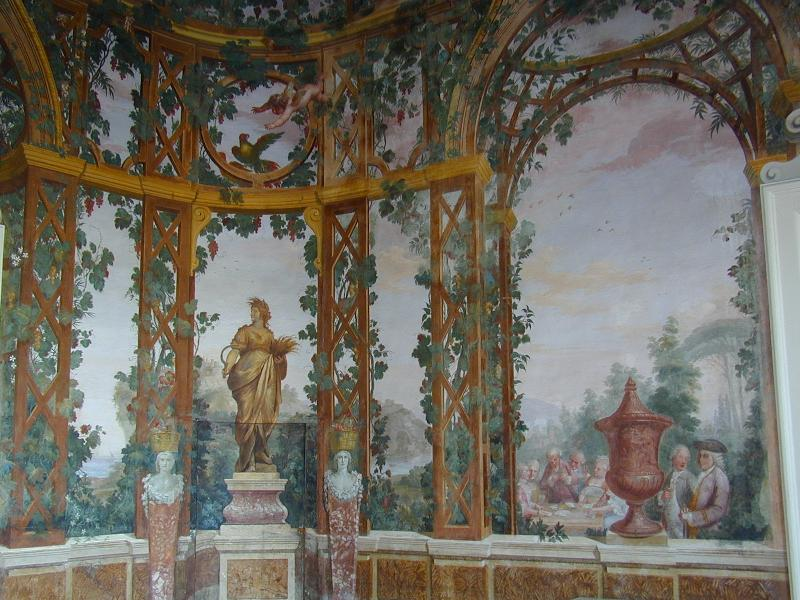
Affresco di Villa Campolieto
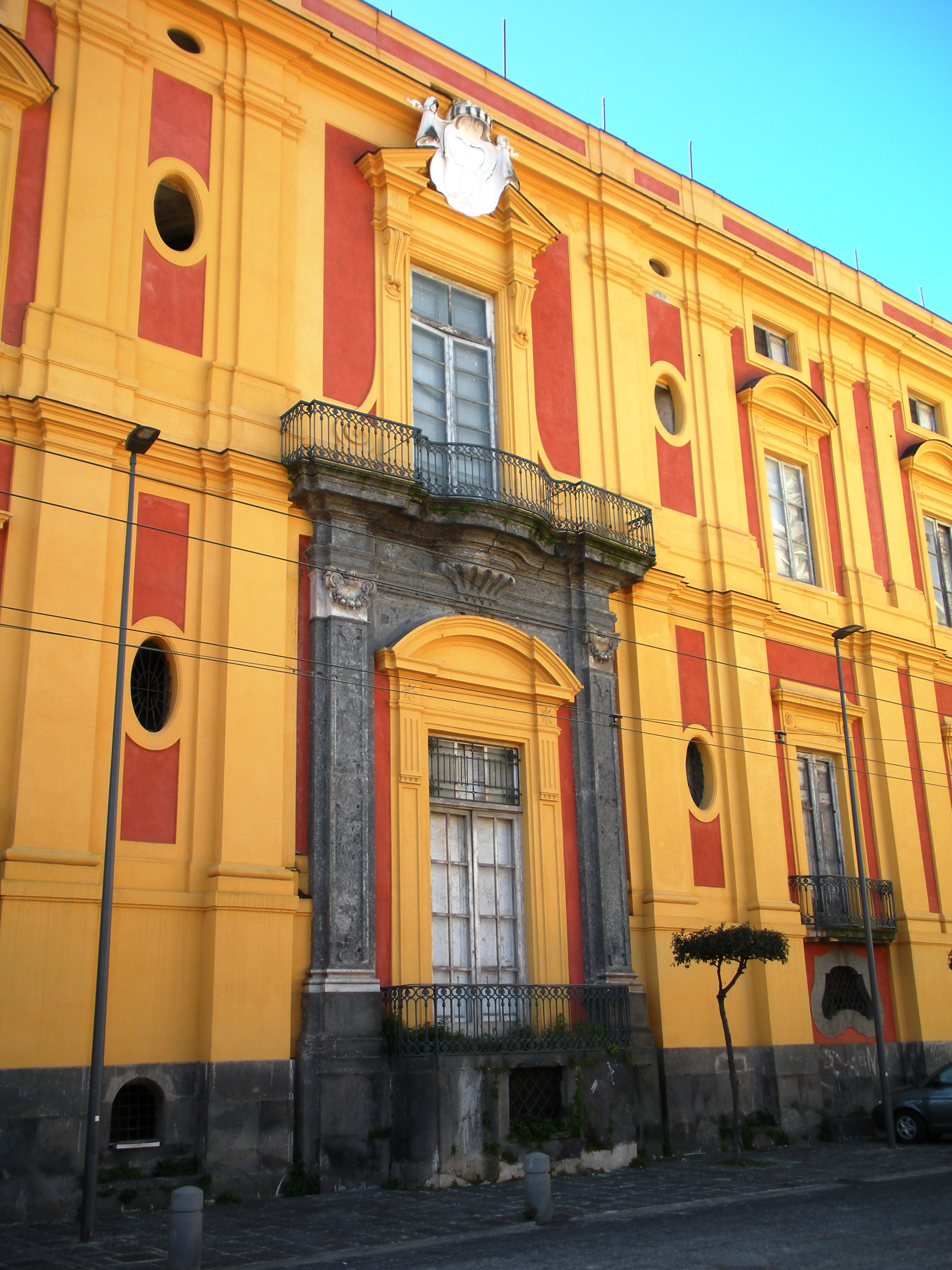
La facciata della Real Villa della Favorita sul Miglio d'Oro
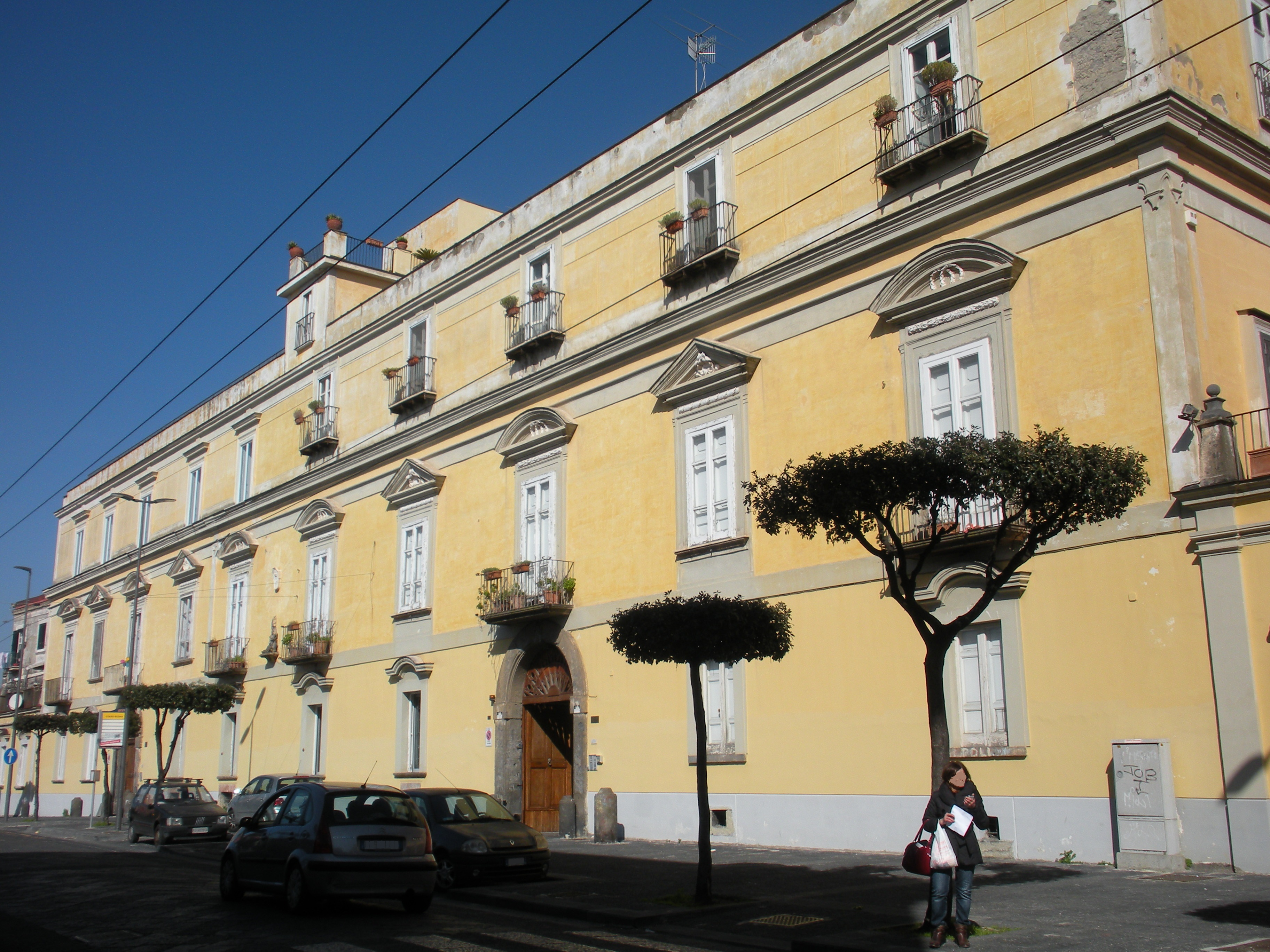
Villa Durante
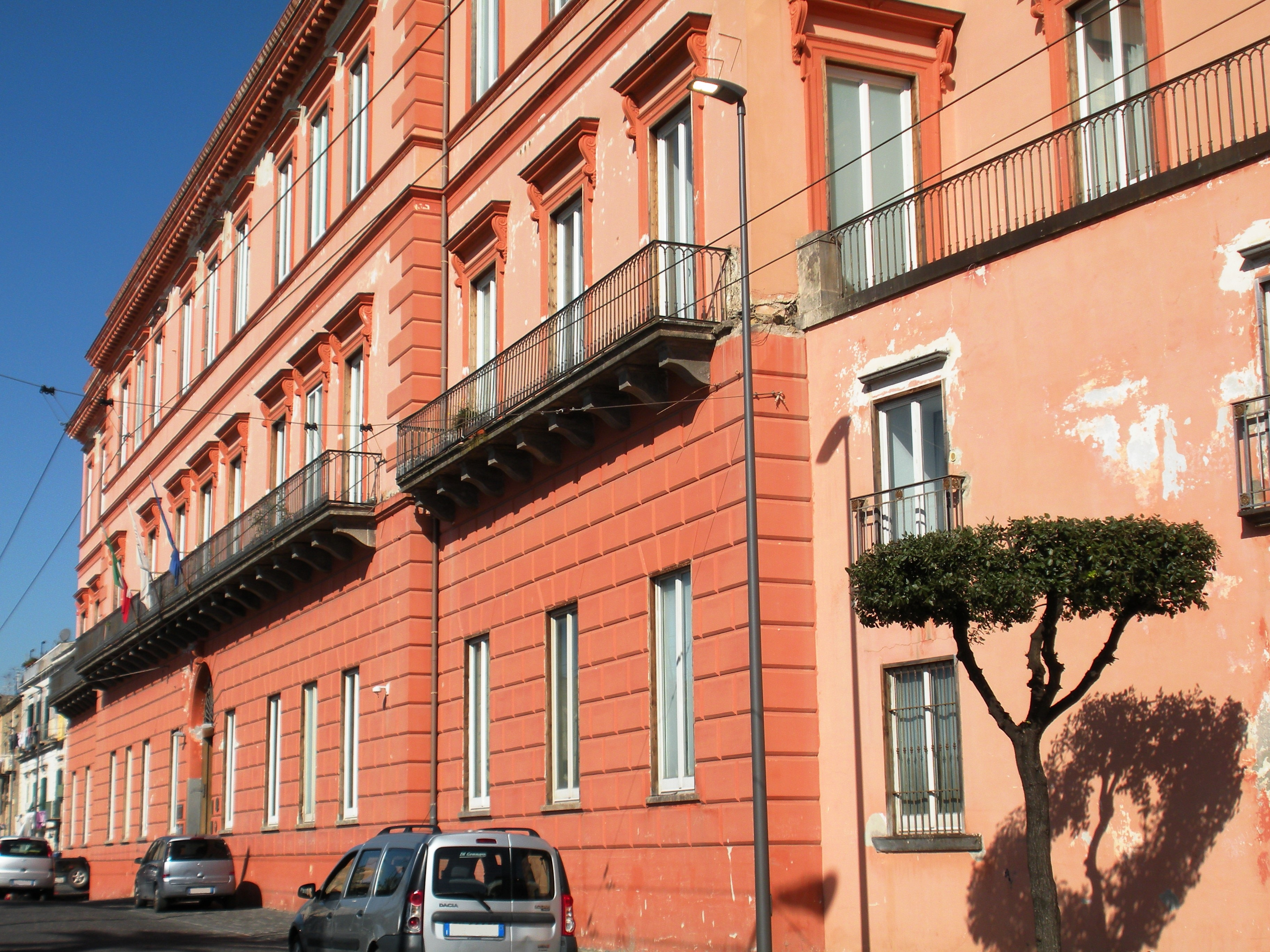
La facciata di Villa Aprile, già Riario Sforza, sul Miglio d'Oro

### Siti archeologici

#### Scavi archeologici di Ercolano

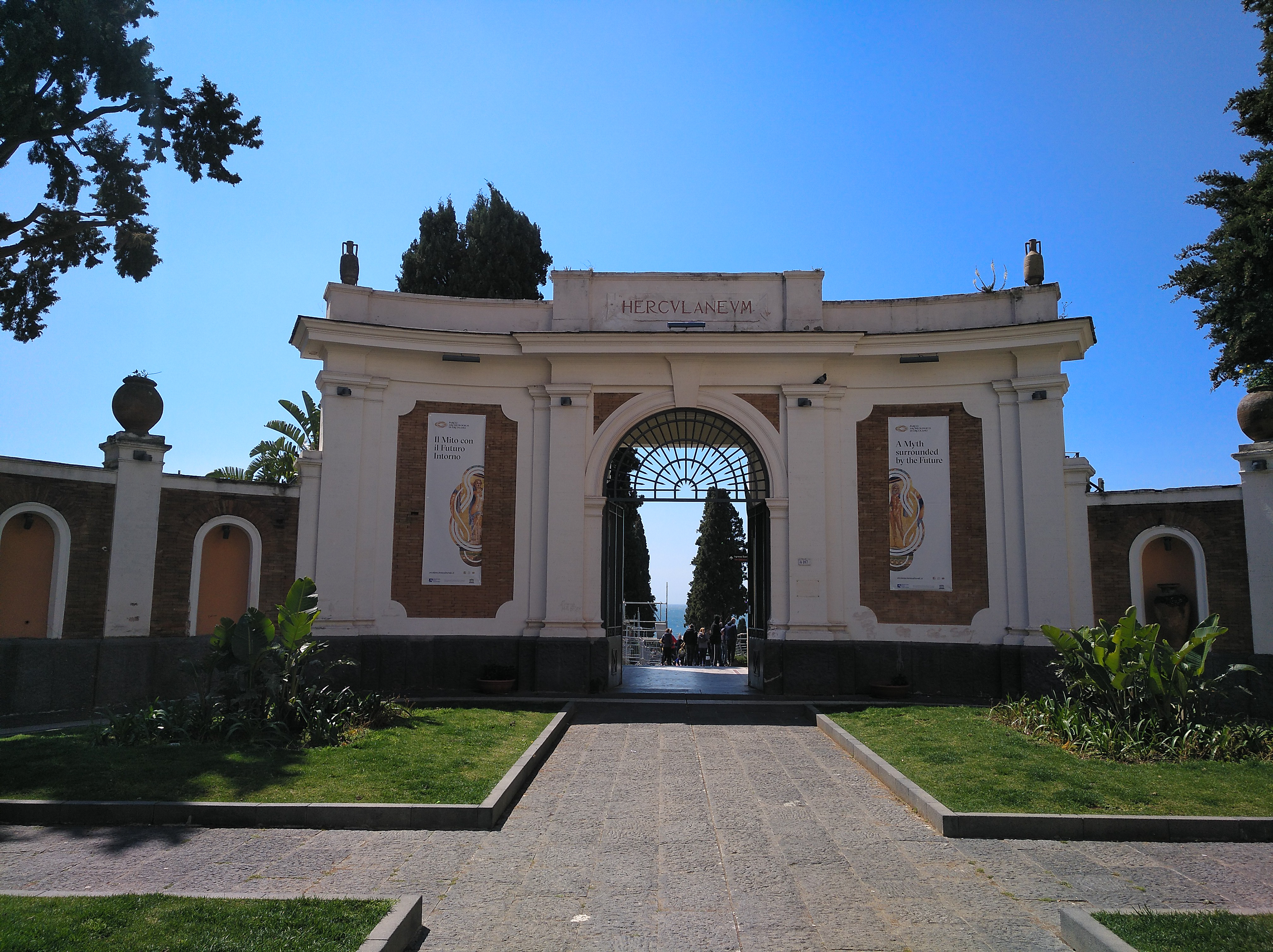
Ingresso degli Scavi Archeologici di Ercolano dal centro della città

Gli scavi archeologici di Ercolano sono meta fissa di circa 350 000 turisti l'anno: nel 2022 hanno registrato 437 033 presenze, risultando il tredicesimo monumento più visitato d'Italia, con un introito lordo totale di 3 684 337,40 euro. Nel 2023 sono stati 563 165 i visitatori che hanno varcato la soglia d'ingresso del sito, il numero di accessi più alto nella storia del Parco archeologico.
Da pochi anni è stato realizzato un nuovo accesso agli scavi, con un'ampia zona adiacente che comprende un parcheggio a raso, un'area con punti ristoro e vendita di souvenirs. Oltre all'area archeologica è visitabile il "Padiglione della barca", nel quale è custodita un'imbarcazione d'epoca romana riportata alla luce nel 1982 sull'antico litorale della città.
Da corso Resina è possibile anche discendere al Teatro romano di Ercolano: l'accesso è consentito per finalità scientifiche e di studio, previa autorizzazione della direzione del Parco archeologico, e dal 2022, in via sperimentale, per visite guidate in un affascinante percorso sotterraneo.

#### Parco nazionale del Vesuvio

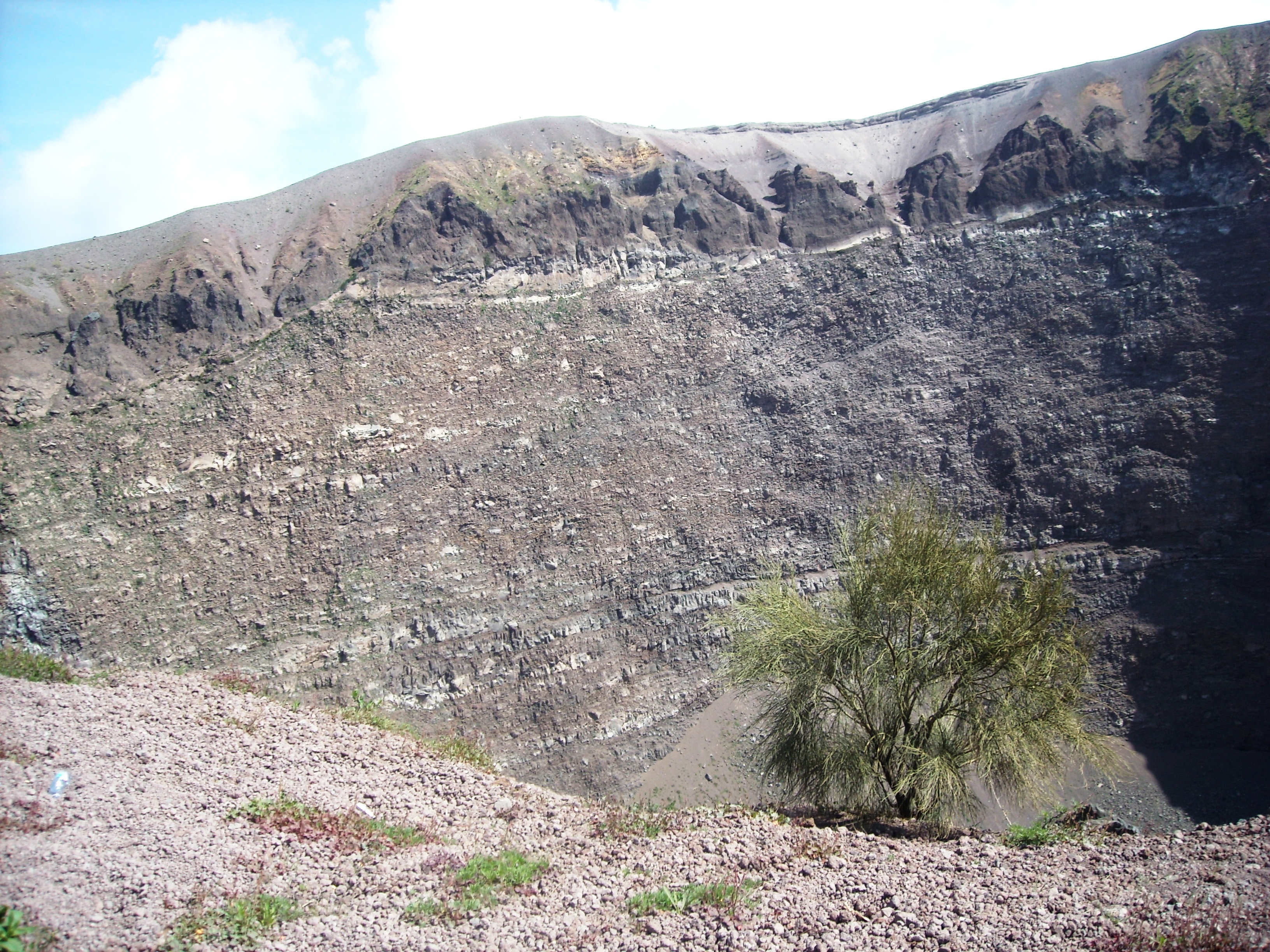
Il cratere del Vesuvio

Ercolano è uno dei tredici comuni ricadenti nell'area del Parco nazionale del Vesuvio, uno dei più piccoli d'Italia. La via di accesso al cratere sale da via San Vito o da via Vesuvio e prosegue per via Osservatorio (12 km dal centro di Ercolano).
Nel 1997 il complesso vulcanico Somma-Vesuvio è stato inserito nella rete mondiale di riserve della biosfera nell'ambito del programma MAB dell'UNESCO.
Lungo la strada è situata la mostra permanente all'aperto "Creator Vesevo", che raccoglie dieci sculture in pietra lavica realizzate da altrettanti artisti europei.
Sono visitabili anche i sentieri del Parco nazionale del Vesuvio e il museo dell'Osservatorio Vesuviano.

### Altro

#### Mercato di Pugliano

Il mercato di Pugliano (o di Resina) nel 1951

Il mercato di Pugliano, anche noto come mercato di Resina (dal vecchio nome della città) si teneva lungo via Pugliano ed era specializzato nella vendita di abiti usati (localmente chiamati pezze), vintage, pellami e accessori di abbigliamento. Nacque all'indomani dell'arrivo delle truppe alleate a Napoli come spaccio di divise militari lasciate dagli americani.
Fiorì a partire dagli anni '60 del secolo scorso con la vendita di vestiti usati, esposti direttamente sul suolo dopo aver aperto le balle nelle quali erano stipati. Trattandosi di abiti usati, non era raro trovare all'interno delle tasche di cappotti e pantaloni oggetti appartenenti ai vecchi proprietari, come orologi o monete: per questo motivo, all'apertura delle balle, le bancarelle venivano letteralmente prese d'assalto al fine di trovare abiti che contenessero piccoli tesori.
Dato il posizionamento lungo la strada principale del centro antico, perse notorietà dopo il terremoto del 1980 che causò ingenti danni agli edifici cittadini. Dopo numerosi interventi ha tuttavia riacquistato popolarità, soprattutto per il ritorno di moda degli abiti vintage: non è infatti raro trovarvi capi originali d'epoca. Proprio per questa caratteristica è stato anche utilizzato da registi di cinema e teatro per l'acquisto di abiti di scena. Non mancano iniziative per rendere vivace il rione e rilanciare il mercato, come ad esempio l'organizzazione di "notti bianche".
A questo mercato è dedicata una puntata della serie "Diario di un cronista" di Sergio Zavoli del 1963, dal titolo "La tratta degli stracci".

#### Approdo borbonico della Favorita
L'approdo della Favorita è parte del complesso monumentale della Real Villa della Favorita, del quale costituiva l'accesso al mare. Ancora oggi rappresenta l'unico approdo marittimo della città, utilizzato dal 2001 al 2011 come fermata del servizio di collegamento marittimo Metrò del Mare. Non offre attualmente alcun tipo di servizio e assistenza di ormeggio.

## Società

### Evoluzione demografica
Abitanti censiti

### Etnie e minoranze straniere
Al 31 dicembre 2023 la popolazione straniera era di 537 persone, pari all'1,18% della popolazione.

### Religione
La religione più praticata è il cristianesimo di rito cattolico romano.

### Tradizioni e folclore
Originariamente era venerata la Madonna di Ampellone, o Madonna delle Viti (ampelon in greco significa vigna), così chiamata per i vigneti che circondavano la collina di Pugliano; alcuni studiosi ipotizzano che il toponimo Pugliano possa derivare proprio dalla deformazione della parola Ampellone. Nel Trecento era già diffuso il culto della Madonna delle Grazie, la cui statua fu realizzata nell'ambito della diffusione del gusto francese presso la corte angioina di Napoli. Benché si tratti evidentemente di una Madonna delle Grazie, in quanto raffigurata seduta in trono mentre allatta il Bambino Gesù, la Madonna di Pugliano è venerata anche come Madonna Assunta e la festa patronale è celebrata proprio il 15 agosto, giorno dell'Assunta. In realtà la confusione è solo apparente in quanto la festività di metà agosto era tra quelle più antiche dedicate alla Vergine, come l'8 settembre, anche prima di essere dedicata all'Assunzione (infatti presso ortodossi e armeni nella stessa data si festeggia la Vergine Dormiente). Anche tra i giorni in cui i pontefici romani concessero l'indulgenza plenaria vi era il 15 agosto.
Il culto di san Gennaro, co-patrono di Ercolano, risale con tutta probabilità all'eruzione del 1631, quando Resìna fu risparmiata dalla lava. Da allora il busto ligneo del santo è stato portato in processione in occasione delle eruzioni fino a raggiungere il fronte della colata lavica. In molte residenze è scolpito un busto o un bassorilievo del Santo rivolto verso il Vesuvio a protezione dell'edificio dalla furia del vulcano.
Storia, personaggi, simbologia, ritualità, fede e devozione connessi al culto della "Bruna Puglianella" sono stati raccolti da Giovanni D'Angelo nella lauda in prosa e musica: 'A Maronna 'e mmi'ez' austo.

## Cultura
Sin dai tempi dell'antica Ercolano il territorio ha visto la presenza di illustri artisti e letterati: la Villa dei Pisoni, ad esempio, era un importante centro di studi filosofici epicurei. Alla metà del ‘400 Antonio Beccadelli, detto il Panormita, edificò una villa sul litorale di Resina che chiamò Plinianum, presso la quale si riunivano gli esponenti del Porticus Antonianum (in seguito chiamato Accademia Pontaniana, da Giovanni Pontano). La scoperta dell'antica città sepolta e l'avvio degli scavi fecero affluire a Resina scrittori e artisti da tutta Europa e gli Scavi divennero tappa ricorrente del Grand Tour.
Con la costruzione della reggia di Portici e delle ville del Miglio d'Oro la città fu meta dei principali architetti, pittori e scultori del Regno e molte ville divennero frequentati salotti culturali.
Nel 1863 il pittore Marco De Gregorio fu tra i fondatori della Scuola di Resina, un movimento pittorico che rompeva con la tradizione accademica, avvicinandosi a quello dei macchiaioli, e che ebbe come massimi rappresentanti, oltre al De Gregorio, Adriano Cecioni, Giuseppe De Nittis, Federico Rossano, Eduardo Dalbono, Nicola Palizzi e Antonino Leto.
Nel 1892 Gabriele D'Annunzio fu ospite a villa Isabella, in cui trovò ispirazione per alcuni lavori letterari.
Con l'istituzione dell'Ente per le Ville Vesuviane e il conseguente acquisto e recupero di Villa Campolieto, la città di Ercolano ospitò eventi internazionali come la mostra d'arte contemporanea Terrae Motus del 1984, voluta dal gallerista napoletano Lucio Amelio all'indomani del sisma del 1980. Villa Campolieto ospita ogni estate il "Festival delle Ville Vesuviane" ed è sede dell'Istituto di studi manageriali e di gestione d'impresa "Stoà".
La mostra permanente di sculture in pietra lavica "Creator Vesevo", lungo la strada che sale al cratere del Vesuvio, è considerata una delle più originali installazioni all'aperto in Italia.

### Biblioteche
In Villa Ruggiero, su via Alessandro Rossi, ha sede la biblioteca civica "Giovanni Buonajuto", istituita nel 1957 e originariamente ubicata all'interno del Palazzo municipale.

### Musei
- Museo archeologico virtuale, sito in via IV novembre ed allestito nella struttura dell'ex mercato comunale di inizio Novecento, arricchisce la visita agli Scavi archeologici con originali esposizioni sull'antica città romana, gli usi, i costumi, le tradizioni e la tragica eruzione del 79 d.C.
- Museo vulcanologico dell'Osservatorio Vesuviano

## Economia
Le attività storicamente praticate a Resina sono state l'agricoltura, la pesca, l'estrazione e la lavorazione della pietra lavica, la carpenteria edile e il commercio al minuto. L'agricoltura era diffusa su tutto il territorio, fino alle pendici del Vesuvio, beneficiando del clima mite e della fertilità dei suoli di tipo vulcanico che hanno reso eccellenti le produzioni vesuviane. La pesca era praticata lungo il litorale e nel mar Tirreno; fiorente era l'estrazione del corallo, come nella vicina Torre del Greco.
Dal secondo dopoguerra si svilupparono il comparto tessile, con particolare riferimento alle attività del mercato di Pugliano, e il florovivaismo, praticato sui terreni costieri adatti alla coltivazione di fiori e sementi.
L'espansione delle attività legate al commercio e al trattamento di abiti usati e pellami è tuttavia entrata in contrasto con i piani di tutela ambientale. Diverse aziende ercolanesi hanno trasferito le proprie sedi in altre località campane, mentre hanno definitivamente abbassato le saracinesche le concerie e gli opifici presenti sulla costa.
Il comparto florovivaistico, che si è sviluppato lungo l'intero litorale a sud di Napoli, ha ancora in Ercolano uno dei centri di maggiore produzione. La realizzazione del mercato dei fiori su via Benedetto Cozzolino, che annualmente ospita la fiera internazionale "Flora", ha dato linfa e impulso al settore.

### Turismo
Il turismo è incentrato prevalentemente sul parco archeologico. In seguito all'ampliamento del 2014, i flussi turistici sono stati in continuo aumento, crescita interrotta nel 2020 a causa della pandemia.
Nel 2021 l'afflusso di turisti ha fatto registrare un nuovo incremento, anche per effetto di investimenti, progetti e iniziative culturali, tra cui mostre, il restauro di sei domus e la musealizzazione dell'imbarcazione romana.

## Infrastrutture e trasporti

### Strade
La città è servita dai caselli "Ercolano-Portici" ed "Ercolano Scavi" dell'autostrada A3 ed è attraversata dalla strada statale 18 che, sul territorio comunale, prende il nome di corso Resina.

### Ferrovie
La stazione di Portici-Ercolano, sita nel comune di Portici, si trova lungo la ferrovia Napoli-Salerno. Inaugurata il 3 ottobre 1839 alla presenza del re Ferdinando II di Borbone, rappresentò allora il capolinea della Napoli-Portici, prima linea ferroviaria costruita in Italia.
Ercolano è servita anche dalle linee Napoli-Pompei-Poggiomarino (fermate Ercolano Scavi ed Ercolano Miglio d'Oro) e Napoli-Sorrento (Ercolano Scavi) della rete ferroviaria Circumvesuviana EAV. Le corse hanno una frequenza media di circa 20 minuti, mentre i tempi medi di percorrenza sono i seguenti: 15 minuti da/per Napoli, 20 minuti da/per Pompei, 50 minuti da/per Sorrento.

### Mobilità urbana
La città è servita da tre linee suburbane dell'ANM: 5 (Portici stazione FS - Ercolano Vesuvio), 176 (Portici Stazione FS - Ercolano San Vito) e 177 (Portici Stazione FS - Ercolano - San Sebastiano al Vesuvio).
È inoltre attivo un servizio di taxi collettivo con stazionamento nel piazzale della stazione Ercolano Scavi e corse urbane verso il Vesuvio e Portici.

## Amministrazione
| Periodo           | Periodo           | Primo cittadino     | Partito                                                         | Carica      | Note |
| ----------------- | ----------------- | ------------------- | --------------------------------------------------------------- | ----------- | ---- |
| 20 novembre 1995  | 16 aprile 2000    | Luisa Bossa         | PDS e dal 1998 DS, eletta con PDS-PPI-PRC-Patto dei Democratici | Sindaco     |      |
| 17 aprile 2000    | 5 aprile 2005     | Luisa Bossa         | DS, eletta con DS-PPI-RI/Dini-PRC-SDI                           | Sindaco     |      |
| 5 aprile 2005     | 30 marzo 2010     | Gaetano Daniele     | DS e dal 2007 PD, eletto con DL-DS-UDEUR-SDI-PRC-FdV-PdCI-IdV   | Sindaco     |      |
| 30 marzo 2010     | 1º giugno 2015    | Vincenzo Strazzullo | PD, eletto con PD-ApI-IdV-PSI-UdC-SEL                           | Sindaco     |      |
| 1 giugno 2015     | 21 settembre 2020 | Ciro Bonajuto       | PD e dal 2019 IV, eletto con PD-CD-FdV-SEL                      | Sindaco     |      |
| 21 settembre 2020 | 21 luglio 2025    | Ciro Bonajuto       | IV, eletto con PD-IV-AP-Lista civica-DC                         | Sindaco     |      |
| 22 luglio 2025    | in carica         | Dario Caputo        |                                                                 | Commissario |      |

### Gemellaggi
Il comune di Ercolano è gemellato con due città:
- Pompano Beach[42] dal 2023;
- Umm Qais[43] dal 2024.

## Sport
La tradizione sportiva ercolanese è stata lungamente ancorata a tre squadre cittadine: l'Ercolanese (calcio), lo Sporting Club Ercolano (basket) e l'Ercolano Volley (pallavolo).
La squadra di calcio cittadina, l'Ercolanese, ha militato in Serie C dal 1981 al 1988.
Il basket è presente ad Ercolano dal 1980, anno in cui fu fondato lo Sporting Club, di stanza stabile nel campionato regionale di serie D maschile.
Forte è anche la tradizione della pallavolo femminile, sport nel quale la compagine ercolanese ha disputato numerosi campionati di Serie B, sfiorando l'approdo in Serie A.
Pochi, invece, i campioni sportivi d'origine ercolanese, anche a causa della carenza di strutture sportive, degne di tale nome, sul territorio comunale. Nel calcio, Salvatore Matrecano, Antonio Langella e Ciro Pezzella, nel judo Antonio Ciano.
Il Giro d'Italia per quattro volte ha fatto tappa ad Ercolano:
- Nel 1959: tappa a cronometro individuale Ercolano - Vesuvio con vincitore il lussemburghese Charly Gaul, poi trionfatore del Giro;
- Nel 1990: arrivo tappa Sala Consilina - Vesuvio con vincitore lo spagnolo Eduardo Chozas;
- Nel 1990: partenza tappa Ercolano - Nola con vincitore l'italiano Stefano Allocchio;
- Nel 2009: arrivo tappa Avellino - Vesuvio con vincitore lo spagnolo Carlos Sastre.